# Whale Beach, New South Wales
Whale Beach este o suburbie în Sydney, Australia.